# ماسارو وچی‌یاما
ماسارو وچی‌یاما (به انگلیسی: Masaru Uchiyama) بازیکن فوتبال اهل ژاپن و عضو تیم ملی فوتبال ژاپن است که در تاریخ ۲۶ مه ۱۹۸۵ میلادی اولین بازی ملی‌اش را انجام داد. او در ۱ بازی ملی حضور داشت و آخرین بازی ملی خود را در تاریخ ۲۶ مه ۱۹۸۵ میلادی انجام داد. ماسارو وچی‌یاما در بازی‌های ملی‌اش
گلی به ثمر نرساند.